# Jennifer Hopkins
Pour les articles homonymes, voir Hopkins.
Jennifer Hopkins (née le 10 février 1981 à Kansas City, Missouri) est une joueuse de tennis américaine, professionnelle de juin 1999 à 2005.
Elle a remporté un tournoi WTA en double pendant sa carrière.

## Palmarès

### Titre en simple dames
Aucun

### Finale en simple dames
| No | Date       | Nom et lieu du tournoi              | Catégorie | Dotation  | Surface    | Vainqueure  | Score         |          |
| -- | ---------- | ----------------------------------- | --------- | --------- | ---------- | ----------- | ------------- | -------- |
| 1  | 08-01-2001 | ANZ Tasmanian International, Hobart | Tier V    | 110 000 $ | Dur (ext.) | Rita Grande | 0-6, 6-3, 6-3 | Parcours |

### Titre en double dames
| No | Date       | Nom et lieu du tournoi                  | Catégorie | Dotation  | Surface      | Partenaire      | Finalistes                    | Score         |          |
| -- | ---------- | --------------------------------------- | --------- | --------- | ------------ | --------------- | ----------------------------- | ------------- | -------- |
| 1  | 20-05-2002 | Internationaux de Strasbourg Strasbourg | Tier III  | 170 000 $ | Terre (ext.) | Jelena Kostanić | Caroline Dhenin Maja Matevžič | 0-6, 6-4, 6-4 | Parcours |

### Finales en double dames
| No | Date       | Nom et lieu du tournoi                    | Catégorie | Dotation  | Surface      | Vainqueures                       | Partenaire         | Score    |          |
| -- | ---------- | ----------------------------------------- | --------- | --------- | ------------ | --------------------------------- | ------------------ | -------- | -------- |
| 1  | 15-05-2000 | Mexx Sport Benelux Open Anvers            | Tier IVa  | 140 000 $ | Terre (ext.) | Sabine Appelmans Kim Clijsters    | Petra Rampre       | 6-1, 6-1 | Parcours |
| 2  | 04-10-2004 | AIG Japan Open Tennis Championships Tokyo | Tier III  | 170 000 $ | Dur (ext.)   | Shinobu Asagoe Katarina Srebotnik | Mashona Washington | 6-1, 6-4 | Parcours |

## Parcours en Grand Chelem

### En simple dames
| Année | Open d'Australie | Open d'Australie | Internationaux de France | Internationaux de France | Wimbledon       | Wimbledon       | US Open         | US Open         |
| ----- | ---------------- | ---------------- | ------------------------ | ------------------------ | --------------- | --------------- | --------------- | --------------- |
| 1999  | -                | -                | -                        | -                        | -               | -               | 1er tour (1/64) | Sarah Pitkowski |
| 2000  | -                | -                | 1er tour (1/64)          | Rita Kuti-Kis            | -               | -               | 1er tour (1/64) | Adriana Gerši   |
| 2001  | 1er tour (1/64)  | Anabel Medina    | 1er tour (1/64)          | Virginia Ruano           | 2e tour (1/32)  | Jelena Dokić    | 2e tour (1/32)  | Lisa Raymond    |
| 2002  | 2e tour (1/32)   | Silvia Farina    | 1er tour (1/64)          | Iveta Benešová           | 1er tour (1/64) | Barbara Rittner | 1er tour (1/64) | Lisa Raymond    |
| 2004  | 1er tour (1/64)  | Eléni Daniilídou | -                        | -                        | 2e tour (1/32)  | Amélie Mauresmo | 1er tour (1/64) | Julia Schruff   |

À droite du résultat, l’ultime adversaire.

### En double dames
| Année | Open d'Australie             | Open d'Australie         | Internationaux de France      | Internationaux de France | Wimbledon                    | Wimbledon                  | US Open                       | US Open                  |
| ----- | ---------------------------- | ------------------------ | ----------------------------- | ------------------------ | ---------------------------- | -------------------------- | ----------------------------- | ------------------------ |
| 2000  | -                            | -                        | -                             | -                        | 1er tour (1/32) Petra Rampre | Nicole Arendt M. Bollegraf | -                             | -                        |
| 2001  | -                            | -                        | -                             | -                        | 1er tour (1/32) L. Latimer   | N. Dechy A. Mauresmo       | 1er tour (1/32) A. Bradshaw   | Andrea Glass Weingärtner |
| 2002  | -                            | -                        | -                             | -                        | -                            | -                          | 2e tour (1/16) L. Granville   | M. Hingis A. Kournikova  |
| 2003  | 2e tour (1/16) J. Kostanić   | Z. Gubacsi C. Granados   | -                             | -                        | -                            | -                          | 1er tour (1/32) J. Russell    | A. Cargill C. Wheeler    |
| 2004  | 2e tour (1/16) Janet Lee     | Tina Križan K. Srebotnik | 2e tour (1/16) M. Washington  | Cara Black Rennae Stubbs | 1er tour (1/32) A. Spears    | Cara Black Rennae Stubbs   | 3e tour (1/8) M. Washington   | B. Schett P. Schnyder    |
| 2005  | 2e tour (1/16) M. Washington | Navrátilová M. Paštiková | 1er tour (1/32) M. Washington | V. Ruano Paola Suárez    | 2e tour (1/16) M. Washington | Likhovtseva V. Zvonareva   | 1er tour (1/32) M. Washington | S. Asagoe K. Srebotnik   |

Sous le résultat, la partenaire ; à droite, l’ultime équipe adverse.

### En double mixte
| Année | Open d'Australie | Open d'Australie | Internationaux de France | Internationaux de France | Wimbledon | Wimbledon | US Open                   | US Open                     |
| 2002  | -                | -                | -                        | -                        | -         | -         | 1er tour (1/16) G. Oliver | D. Hantuchová Kevin Ullyett |

Sous le résultat, le partenaire ; à droite, l’ultime équipe adverse.

## Classements WTA en fin de saison

### En simple
| Année | 1998 | 1999 | 2000 | 2001 | 2002 | 2003 | 2004 | 2005 |
| Rang  | 690  | 144  | 81   | 57   | 139  | 162  | 132  | 209  |

Source : (en) « Classements de Jennifer Hopkins », sur le site officiel du WTA Tour

### En double
| Année | 1998 | 1999 | 2000 | 2001 | 2002 | 2003 | 2004 | 2005 |
| Rang  | 299  | 299  | 155  | 252  | 103  | 142  | 66   | 76   |

Source : (en) « Classements de Jennifer Hopkins », sur le site officiel du WTA Tour